# Valle d'Aosta Fromadzo
Valle d'Aosta Fromadzo is een Italiaanse kaas die in de vallei van d'Aosta wordt gemaakt van koemelk. Deze kaas heeft in 1995 een Beschermde oorsprongsbenaming gekregen.

## Melk
De melk komt van lokale koeien, die hooi of gras te eten krijgen. De melk blijft eerst 12 tot 24 uur staan, of tot 36 uur voor magerder kaas. Dan wordt de melk gecoaguleerd bij 32-34°C door natuurlijk stremsel, daarna wordt de wrongel gebroken door de temperatuur te verhogen tot 45°C, en wordt de kaas in zogenaamde feitchie (een vorm) geplaatst. De kaas wordt tussen de 60 dagen en 14 maanden gerijpt bij een temperatuur tussen de 10°C en 15°C. 

## Gebruik
Valle d'Aosta Fromadzo is goed geschikt om te gebruiken in risotto.